# PSI-Missing
PSI-Missing è il sesto singolo pubblicato dalla cantante j-pop Mami Kawada. Questo singolo è stato pubblicato il 29 ottobre 2008, un anno dopo la pubblicazione del quinto singolo Joint. Questo brano è stato utilizzato come prima sigla di apertura della prima serie dell'adattamento animato di A Certain Magical Index. La traccia B Ame (雨?, Rain) fu utilizzato all'interno del 12º episodio di A Certain Magical Index.
Il singolo uscì in un'edizione CD+DVD limitata (GNCV-0009) e in una regolare (GNCV-0010). Il DVD contiene il video promozionale per "PSI-Missing".

## Lista tracce
1. PSI-missing—4:23
Composizione: Tomoyuki Nakazawa
Arrangiamento: Tomoyuki Nakazawa, Takeshi Ozaki
Testi: Mami Kawada
2. Ame—4:40
Composizione: Tomoyuki Nakazawa
Arrangiamento: Tomoyuki Nakazawa, Takeshi Ozaki[3]
Testi: Mami Kawada
3. PSI-missing (instrumental) -- 4:23
4. Ame (instrumental) -- 4:36

## Accoglienza
Si è classificato 14º nella classifica settimanale degli album di Oricon e vi è rimasta per 14 settimane.